# Baraki Barak
Baraki Barak (persiska: برکی برک) är en distriktshuvudort i Afghanistan. Den ligger i provinsen Logar, i den östra delen av landet. Baraki Barak ligger 1 940 meter över havet, och antalet invånare är cirka 22 000.
Baraki Barak är huvudort för distriktet med samma namn, Baraki Barak. Orten var även provinsens administrativa centrum, innan det flyttades till Pol-e Alam omkring 1970.